# سنت-دنیس-ده-ژوهت
سنت-دنیس-ده-ژوهت (به فرانسوی: Saint-Denis-de-Jouhet) یک کمون در فرانسه است که در اندر واقع شده‌است. سنت-دنیس-ده-ژوهت ۴۳٫۴۸ کیلومتر مربع مساحت و ۹۵۴ نفر جمعیت دارد و ۲۷۰ متر بالاتر از سطح دریا واقع شده‌است.